# Аудесхіп
Аудесхіп (нід. Oudeschip) — село в нідерландській провінції Гронінген, на узбережжі Ватового моря. Входить до муніципалітету Гет-Гогеланд. Найпівнічніший населений пункт материкової частини країни.
Його площа становить 0,48км², а населення станом на 2021 рік складало 130 осіб.

## Галерея

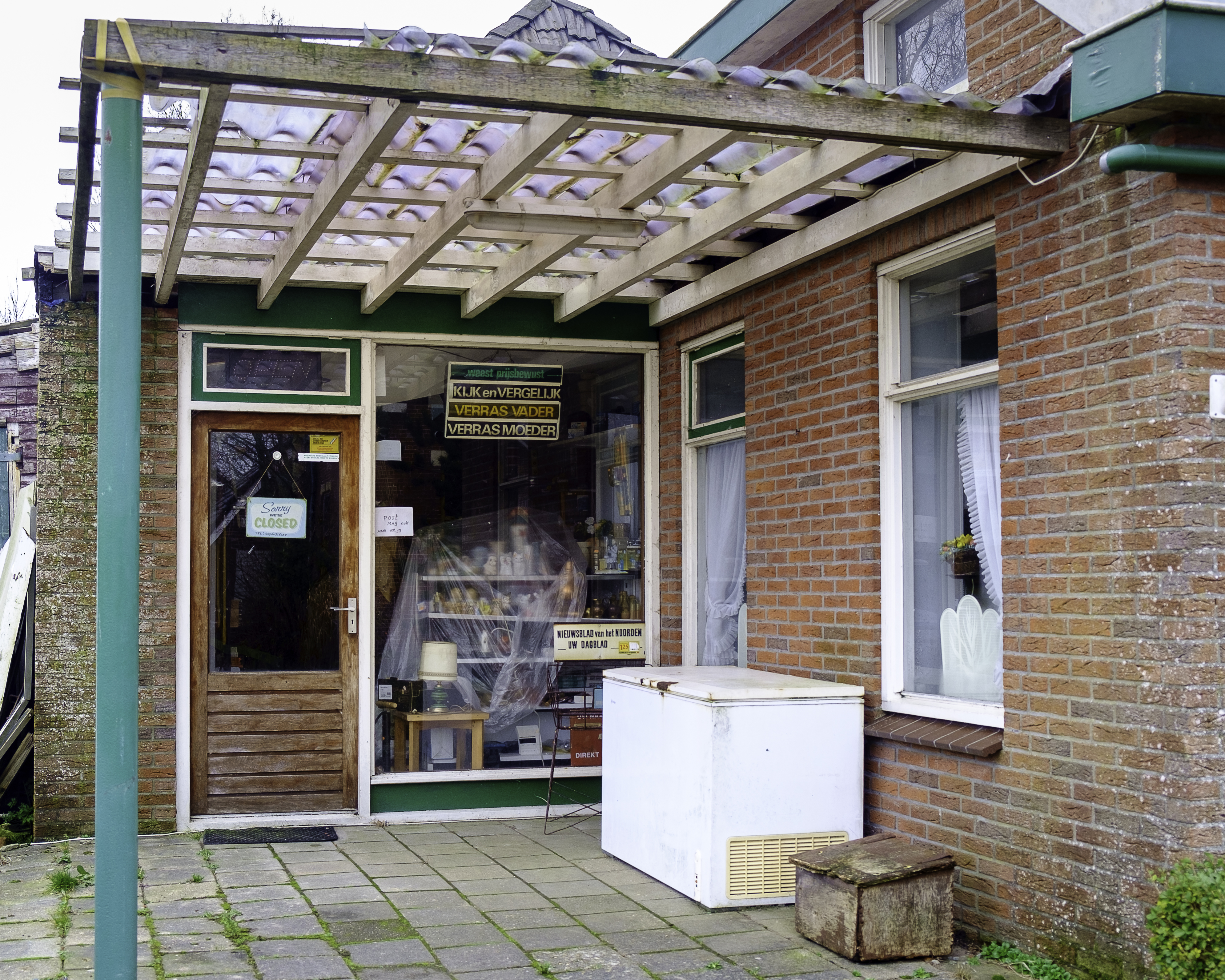
Будівля колишнього магазину
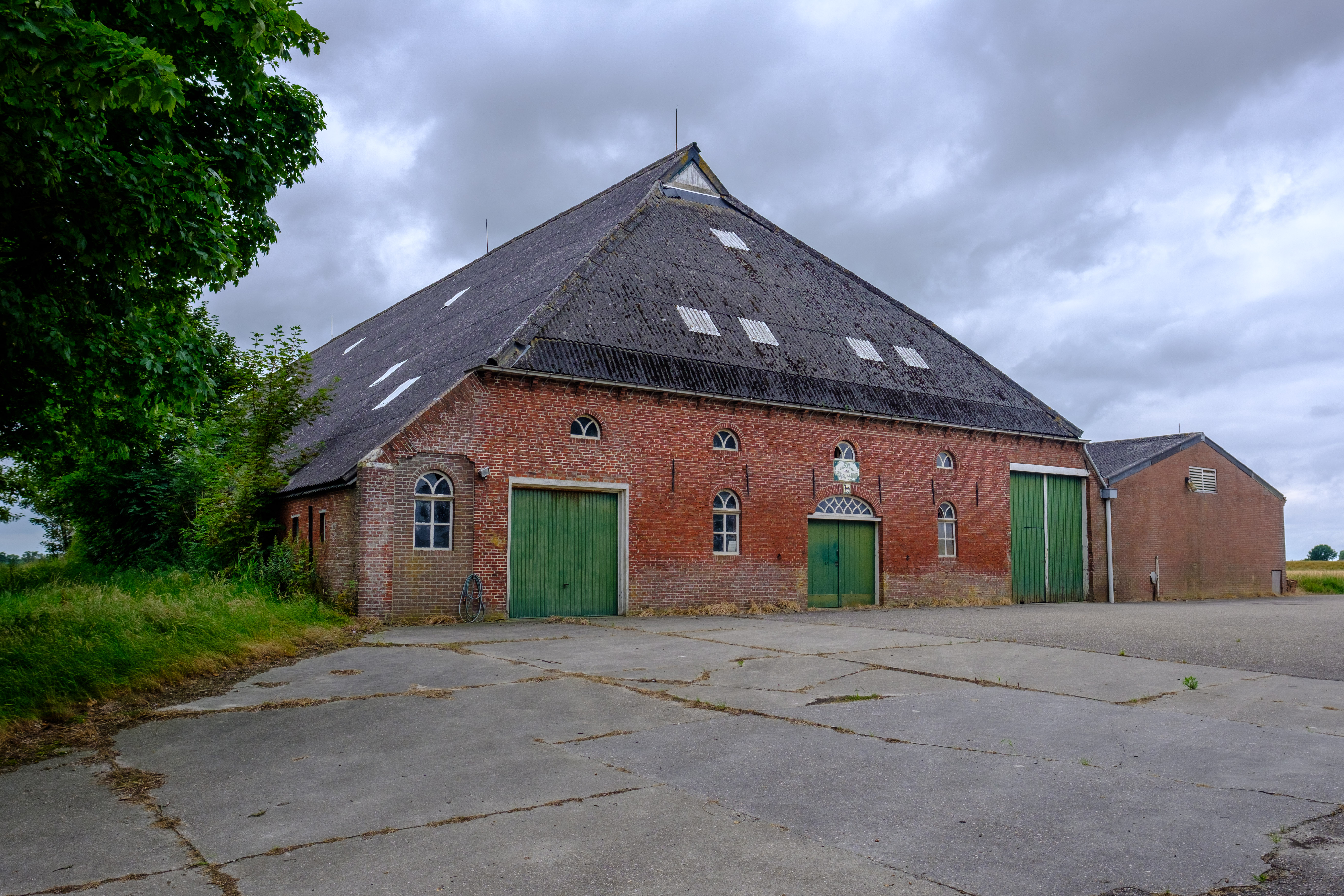
Ферма в Аудесхіпі
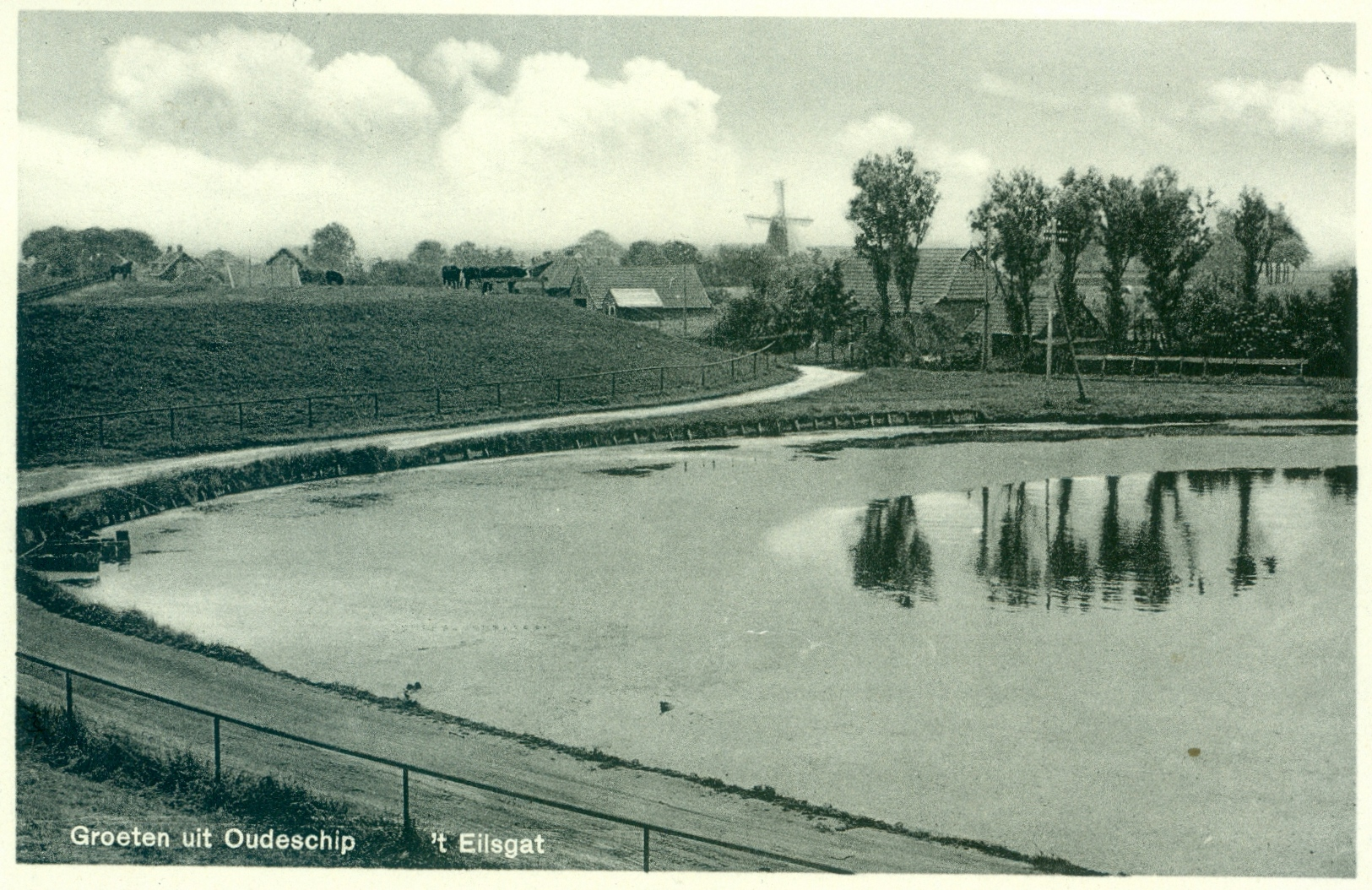
Стара листівка з панорамою Аудесхіпа